# Dil Se – Z całego serca
Dil Se – Z całego serca (hindi Dil Se) – indyjski film z 1998 roku w reżyserii tamilskiego twórcy Maniego Ratnama. W rolach głównych wystąpili Shah Rukh Khan, Manisha Koirala i Preity Zinta. 
Film nakręcono w Kaszmirze, Asamie i Delhi w ciągu 55 dni. Za piękno zdjęć operator, Santosh Sivan (późniejszy reżyser filmów Terrorystka i Aśoka Wielki) został nagrodzony National Film Award. 
Tematem filmu jest miłość oraz pragnienie ocalenia ukochanej osoby od niszczenia świata wokół siebie. Tłem tej miłości jest zapalny w Indiach problem terroryzmu.

## Opis
Zbliża się 50. rocznica uzyskania niepodległości przez Indie. Dziennikarz radiowy Amar (Shah Rukh Khan) przeprowadza na ten temat wywiady w północnych Indiach. W Asamie ludzie nie tylko krytykują brak wolności w Indiach, ale i sięgają po broń. Amar ma odwagę zadawać niewygodne pytania mężczyznom rozżalonym swoim losem i uzbrojonym po zęby terrorystom. W podróży spotyka dziewczynę. Zaciekawia go jej smutek i milczenie. Gdy ich drogi krzyżują się po raz drugi, Amar zaczyna zabiegać o jej względy. Już wydaje się, że dziewczyna, Meghna odpowie na jego miłość, gdy nagle znika bez słowa z jego życia. Amar wraca do Delhi. Rozczarowany pozwala na to, aby rodzina zaaranżowała jego małżeństwo z uroczą, wygadaną Preity (Preity Zinta). Na zaręczynach pojawia się niespodziewanie owa tajemnicza nieznajoma.

## Muzyka i piosenki
- Muzykę do filmu napisał tamilski kompozytor filmowy A.R. Rahman, twórca muzyki do takich filmów jak: Bombay, Rangeela,  Ogień, Ziemia, Rebeliant, Yuva, Swades czy Lagaan. Teksty piosenek napisał Gulzar.

1. „Dil Se Re” śpiewają: A.R. Rahman, Anuradha, Anupama
2. „Jiya Jale” Lata Mangeshkar, M.G. Sreekumar
3. „Chaiyya Chaiyya” Sukhwinder Singh, Sapna Awasti, Ila Arun
4. „Aye Ajnabee” Udit Narayan, Mahalakshmi
5. „Satrangee Re” Sonu Nigam

## Nagrody i nominacje
49. MFF w Berlinie
- 1999 – nagroda Netpac dla reżysera Maniego Ratnama

Nagroda Filmfare
- za najlepszą choreografię: Farah Khan (za piosenkę „Chhaiyaa Chhaiyaa”)
- za najlepsze zdjęcia: Santosh Sivan
- za najlepszy tekst piosenki: Sampooran Singh Gulzar („Chhaiyaa Chhaiyaa”)
- za najlepszy debiut aktorski: Preity Zinta (także w filmie Soldier)
- dla najlepszego wokalisty: Sukhwinder Singh w piosence „Chhaiyaa Chhaiyaa”
- za najlepszą muzykę: A.R. Rahman
- nominacja do Nagrody Filmfare dla Najlepszej Aktorki: Manisha Koirala

National Fim Awards (Indie)
- Nagroda Silver Lotus za najlepsze zdjęcia: Santosh Sivan